# 藤野良太
藤野 良太（ふじの りょうた）は、日本のコンテンツプロデューサー、Yahoo! News公式コメンテーター、株式会社storyboard 代表取締役社長。慶應義塾大学文学部卒業。

## 概要
2001年慶應義塾大学文学部（東洋史学専攻）に入学。様々なボランティア活動に携わり、成人式の前日祭にて、BSE（狂牛病）をテーマとしたドキュメンタリー映像を制作し、高い評価を得る。2002年2月から「アフガニスタンにパラボラアンテナ送り、一緒にワールドカップを見よう！」というAFGAHN-PROJECTの代表を務め、「平成14年度社会貢献支援財団、21世紀若者賞」を受賞。
同大学卒業後、2006年フジテレビジョンに入社。イベント事業部に配属。大規模なイベント演出とパフォーマンスを見たことでで「これぞエンターテイメントだ！」と感動。2年間舞台やコンサートのプロデュース（企画・演出・キャスティング）を担当。入社3年目からドラマに異動。2年間アシスタントディレクター(AD)を経験。ADをやりながら脚本を全部書き直してプロデューサーに渡して「こうした方が面白い」とアピール。入社5年目で深夜帯に枠を設けることになり、チーフプロデューサーとしてデビューすることになった。
作品の傾向として恋愛ドラマを多く描いているが、それに関して「ラブストーリーは数字が取れないが、だからこそ勝機があるかも」と語っている。また、「若者を標的にしないとドラマが終わる」とも述べている。
特定の脚本家や演出家と仕事をすることも多く、脚本家では特に桑村さや香、大北はるか、相沢友子、徳永友一と、演出家では金井紘や宮木正悟と複数のドラマでタッグを組んでいる。また主題歌でも家入レオは「海の上の診療所」と「恋仲」で担当している。
主なドラマプロデュース作品に「水球ヤンキース」「恋仲」「好きな人がいること」「刑事ゆがみ」「グッド・ドクター」など。プロデュースしたドラマは国際エミー賞・バンフ世界メディア祭・ニューヨークフィルムフェスティバルなどに出展。第10回コンフィデンスアワード・ドラマ賞・作品賞受賞。フジテレビ在籍中からCM制作を手掛け、代表作に山﨑賢人を起用したGalaxy S7 edge「どんな君も、逃さない」シリーズなど。
2019年6月末にフジテレビを退社し、7月1日、日本発のコンテンツスタジオ、株式会社storyboardを立ち上げる。
2020年9月、Yahoo! News公式コメンテーターに就任。
現在は、フリーのプロデューサーと並行に、言葉とストーリーの力で組織の事業を支援するチーフ・ストーリーテラーとして活動中。

## 主な作品

### テレビドラマ
- コード・ブルー -ドクターヘリ緊急救命-（2008年7月 - 9月、フジテレビ）[9] - 演出補
- 任侠ヘルパー（2009年7月 - 9月、フジテレビ）[9] - 演出補
- 大切なことはすべて君が教えてくれた（2011年1月 - 3月、フジテレビ）[9] - プロデューサー補
- 君は空を見てるか（2011年12月、フジテレビ）[9] - プロデューサー補
- 未来日記-ANOTHER:WORLD-（2012年4月 - 6月、フジテレビ）[10] - プロデューサー
- ビブリア古書堂の事件手帖（2013年1月 - 3月、フジテレビ） - プロデューサー
- 海の上の診療所（2013年10月 - 12月、フジテレビ）[11] - プロデューサー
- 水球ヤンキース（2014年7月 - 9月、フジテレビ）[12] - プロデューサー
- 恋仲（2015年7月 - 9月、フジテレビ）[13] - プロデューサー
- 好きな人がいること（2016年7月 - 9月、フジテレビ）[14]
- 刑事ゆがみ（2017年10月 - 12月、フジテレビ）[15][16] - プロデューサー
- グッド・ドクター（2018年7月 - 9月、フジテレビ）[17] - プロデューサー
- 教祖のムスメ（2022年6月 - 7月、毎日放送 / テレビ神奈川 他） -  企画・プロデュース
- 3年C組は不倫してます（2024年10月 - 12月、日本テレビ） - 企画

### ネットドラマ
- 好きな人がいること～サマサマキュンキュン大作戦～（2016年6月、フジテレビオンデマンド）[9] - プロデューサー
- 好きな人がいること in 台湾（2016年6月、フジテレビオンデマンド）[9] - プロデューサー
- 僕だけが17歳の世界で（2020年2月 - 4月、 AbemaTV）[18][19] - プロデューサー
- 17.3 about a sex（2020年9月- 10月、AbemaTV)[20] - プロデューサー
- 30までにとうるさくて（2022年、ABEMA） - 企画・プロデュース[21]

### 映画
- リバーズ・エッジ（2018年2月16日、キノフィルムズ / 木下グループ）[22] - 企画協力

### CM
- Galaxy S7 edge「どんな君も、逃さない」シリーズ

## 出演
- 週刊フジテレビ批評（フジテレビ）[23]
- MACO CHANNEL♪
  - MACO × 藤野良太【スペシャル対談 〜前編〜】
  - MACO × 藤野良太【スペシャル対談 〜後編〜】

## Storyboard Inc.
2020年7月1日、日本発のコンテンツスタジオを設立。藤野が代表取締役社長。
1. ドラマ・映画などの長尺コンテンツの企画・制作
2. 広告クリエイティブ、組織のブランディング
3. クリエイターマネジメント。